# Liste der kubanischen Botschafter in Spanien
Die Botschaft befindet sich Paseo de la Habana, No. 194, Madrid.
| Ernannt / Akkreditiert | Name                            | Bemerkung | ernannt während der Regierung von | akkreditiert während der Regierung von | Posten verlassen |
| ---------------------- | ------------------------------- | --- | --------------------------------- | -------------------------------------- | ---------------- |
| 10. Juli 1913          | Mario García Kohly              | | Mario García Menocal              | Alfons XIII.                           | 1933             |
| 1933                   | Manuel Serafín Pichardo Peralta | | Ramón Grau San Martín             | Niceto Alcalá Zamora                   | Juli 1937        |
| Juli 1937              | Ramon Estalella y Pujolá        | Geschäftsträger (* 9. Juni 1893 in Madrid; † 1986) Maler, seine Großeltern waren in Katalonien geboren, seine Eltern siedelten sich in Madrid an. | Federico Laredo Brú               | Francisco Franco                       |                  |
| 26. Apr. 1952          | Antonio Iraizoz y de Villar     | (* 1890 in Havanna) 1925–1927 Botschafter in Lissabon, 1957: Botschafter in Caracas. | Fulgencio Batista                 | Francisco Franco                       | 1956             |
| 1952                   | Antonio Iraizoz                 | | Fulgencio Batista                 | Francisco Franco                       |                  |
| 1956                   | Juan José Remos y Rubio         | (* Santiago de Cuba) Schriftsteller, 1936–1940: Außenminister, 1951–1956 Vicedirector de la Academia Cubana, Dirigió la impresión colectiva Historia de la nación cubana. | Fulgencio Batista                 | Francisco Franco                       | 1958             |
| Mai 1960               | José Miró Cardona               | | Osvaldo Dorticós                  | Francisco Franco                       | Juli 1960        |
| 1971                   | Narciso Martín Mora Díaz        | | Osvaldo Dorticós                  | Francisco Franco                       |                  |
| 1991                   | Luis Méndez Morejón             | | Fidel Castro                      | Felipe González                        |                  |
| 1994                   | Rosario Navas Morata            | (* 1948 in Havanna). Sie studierte Rechts- und Politikwissenschaften. Während des Studiums war sie Mitglied im Kommunistischen Jugendverband (: Unión de Jóvenes Comunistas, UJC Spanisch). 1976 war sie Gesandtschaftssekretärin Erster Klasse in Angola weitere Stationen waren Rom, Brüssel und UN-Hauptquartier. 21. Nov. 2006–12. Jan. 2012 war die Botschafterin in Warschau | Fidel Castro                      | Felipe González                        |                  |
| 29. Okt. 2009          | Alejandro González Galiano      | 2001–2007: Botschafter in Buenos Aires | Raúl Castro                       | José Luis Rodríguez Zapatero           | 27. Sep. 2013    |
| 11. Sep. 2013          | Eugenio Martínez Enríquez       | | Raúl Castro                       | Mariano Rajoy                          |                  |